# 白老町立竹浦小学校
白老町立竹浦小学校（しらおいちょうりつ たけうらしょうがっこう）は、北海道白老郡白老町にある公立小学校。

## 概要
- 本校は白老町西部の竹浦地区にある。主な進学先は白老町立白翔中学校。

## 所在地
- 白老郡白老町字竹浦198番8号

## 沿革
- 1888年（明治21年）4月15日 - 敷生村古丹（現在に吉原地区）に茅葺の仮校舎で開校。
- 1889年（明治22年）4月22日 - 小学校設置認可が降り、敷生小学校と改称。
- 1891年（明治24年）10月15日 - 敷生村本村に移転。
- 1897年（明治30年）4月1日 - 敷生尋常小学校に改称。
- 1902年（明治35年）11月2日 - 字クッタリウスに敷生簡易教習所（敷生教育所→虎杖小学校の前身）の校舎が完成し、児童約30名を転籍。
- 1906年（明治39年）6月10日 - 字フシコメップ（現在の北吉原159番地）に新校舎移転。
- 1908年（明治41年）4月1日 - 小学校令改正により、尋常科を6年とし、補習科廃止。敷生教育所の5学年と6学年児童を本校に通学。
- 1909年（明治42年）4月20日 - 校舎改築。
- 1913年（大正2年）4月1日 - クッタリウス方面から通う5学年と6学年児童をはじめとして、敷生教育所に移す。
- 1920年（大正9年）4月1日 - 高等科を併置し、敷生尋常高等小学校に改称。
- 1921年（大正10年）4月25日 - 知床特別授業場（萩野小学校の前身）開設。
- 1925年（大正14年）10月1日 - 飛生特別授業場開設。
- 1928年（昭和3年）
  - 4月4日 - 知床特別授業場が独立し、知床尋常小学校になる。
  - 11月15日 - 敷生村字メップ（現在の竹浦197番地）に新校舎落成。
- 1932年（昭和7年）3月31日 - 飛生特別授業場を閉鎖。本校に吸収。
- 1939年（昭和14年）
  - 2月14日 - 13時から、創立50周年記念式典挙行。
  - 3月31日 - 字名改正により、竹浦尋常高等小学校に改称。
- 1941年（昭和16年）4月1日 - 国民学校令により、竹浦国民学校に改称。
- 1947年（昭和22年）4月1日 - 新学制制度発足により、白老村立竹浦小学校に改称。
- 1949年（昭和24年）12月5日 - 2教室及び廊下増築落成式挙行。
- 1950年（昭和25年）4月1日 - 白老中学校竹浦分校（竹浦中学校の前身）を併置。
- 1951年（昭和26年）4月1日 - 竹浦中学校校舎が完成し、独立・移転。
- 1954年（昭和29年）
  - 5月10日 - 暴風雨により、校舎のトタン屋根が大きな被害を受ける。
  - 10月14日 - 創立65周年記念式典挙行。同時に校歌・校章を制定。
  - 11月1日 - 白老村の町制施行により、白老町立竹浦小学校に改称。
- 1964年（昭和39年）12月26日 - 体育館落成。
- 1965年（昭和40年）1月16日 - 体育館落成式挙行。
- 1966年（昭和41年）7月20日 - 校舎新築工事着工。
- 1967年（昭和42年）1月22日 - 校舎落成及び創立80周年記念式典挙行。
- 1986年（昭和61年）4月1日 - 飛生小学校閉校により、飛生小学校の児童を本校に転籍。
- 1988年（昭和63年）
  - 6月24日 - 体育館新築工事着工。
  - 11月30日 - 体育館完成。
  - 12月4日 - 開校100周年・体育館完成記念式典挙行。
- 2015年（平成27年）8月 - 字竹浦198番8号（現在地）の旧竹浦中学校校舎敷地に新校舎新築移転。

## 周辺
- 竹浦コミュニティセンター
- 竹っ子団地
- 町営竹浦テニスコート
- 竹浦児童公園
- JR室蘭本線竹浦駅

## アクセス
- JR室蘭本線竹浦駅から、徒歩約310m・徒歩約5分。車で約1.3km・約3分（直線距離は近いが、道路の関係で遠回りとなる）。
- 道央道高速竹浦バス停から、徒歩約790m・約12分。
- 白老町役場から、車で約10.5km、車で約15分。
- 道央自動車道登別東ICから、車で約9.7km・約18分。なお、隣の白老ICからは、若干の遠回りとなる。

## 参考資料
- 『新白老町史 下巻』（白老町・1992年11月3日）「第7編教育と文化 第2章学校教育」の229頁～233頁「第三節竹浦小学校」と同史252頁「第四節竹浦中学校」(これに住所の記載がある)
- 『白老町史』（白老町・1975年3月31日）1174頁「白老町年表 昭和時代」